# Нова неділя

«Нова неділя» — мистецький часопис Львівщини.

## Історія
Як засвідчено на титульній сторінці часопису, його 1 січня 1911 заснував Василь Щурат. Реєстраційне свідоцтво сучасного видання видане 29 грудня 2005 (ЛВ № 738).
У грудні 2018 вийшло строєне число 9-10-11 (63-64-65).
Станом на 2019 засновниками видання є:
- Департамент культури Львівської обласної державної адміністрації
- Львівська організація НСПУ
- Львівське обласне об'єднання товариства «Просвіта»

Видавець — Регіональний благодійний фонд «Меценат».

## Редакція
- Ігор Гургула — головний редактор[1]
- Олесь Ганущак — заступник головного редактора